# ムハーファザ
ムハーファザ（アラビア語: محافظة muḥāfaẓah [muˈħaːfaðˤa]、 複数形：محافظات muḥāfaẓāt [muħaːfaˈðˤaːt]）は、アラビア語の行政区画単位・用語のひとつ。主にアラブ世界で使用されているが、他言語の行政区画を訳す際にも用いられる。第一級行政区画に当てられることが多い。語源はح ف ظ(ḥ-f-ẓ)で、「保持」および「防衛」という意味。
日本語では県または州と訳される。また、英語ではこれを通常governorate（まれにprovince）と訳す。

## 使用例

### アラブ世界
特筆ない場合、第一級行政区画として使用されている。
- イエメン - イエメンの行政区画
- イラク - イラクの地方行政区画
- オマーン - オマーンの行政区画（2011年廃止）
- エジプト - エジプトの県
- クウェート - クウェートの行政区画
- サウジアラビア - サウジアラビアの県（英語版）（第二級行政区画）
- シリア - シリアの行政区画
- パレスチナ - パレスチナ国の行政区画
- バーレーン - バーレーンの行政区画
- ヨルダン - ヨルダンの行政区画
- リビア - Governorates of Libya（1963年から1983年まで、現在は廃止）
- レバノン - レバノンの県

### その他
他言語の行政区画の訳語として使用されているもの。カッコ内は現地語名。
- イラン - イランの州（ペルシア語: استان Ostān）
- タイ - タイの県（タイ語: จังหวัด Changwat）
- トルコ - トルコの県（トルコ語: il）
- 日本 - 都道府県